# Natalus
Natalus là một chi động vật có vú trong họ Natalidae, bộ Dơi. Chi này được Gray miêu tả năm 1838. Loài điển hình của chi này là Natalus stramineus Gray, 1838.

## Hình ảnh

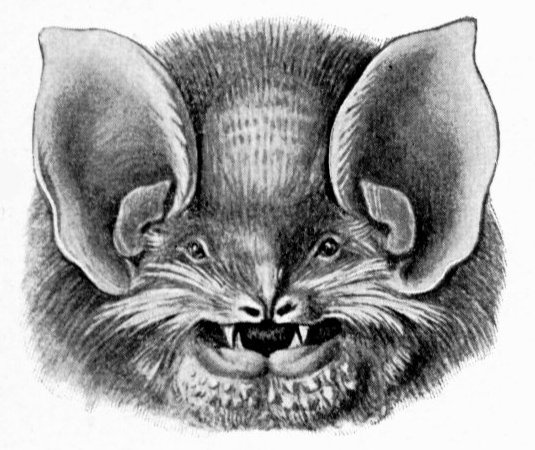

## Các loài
Chi này gồm các loài: